# Henry Compton

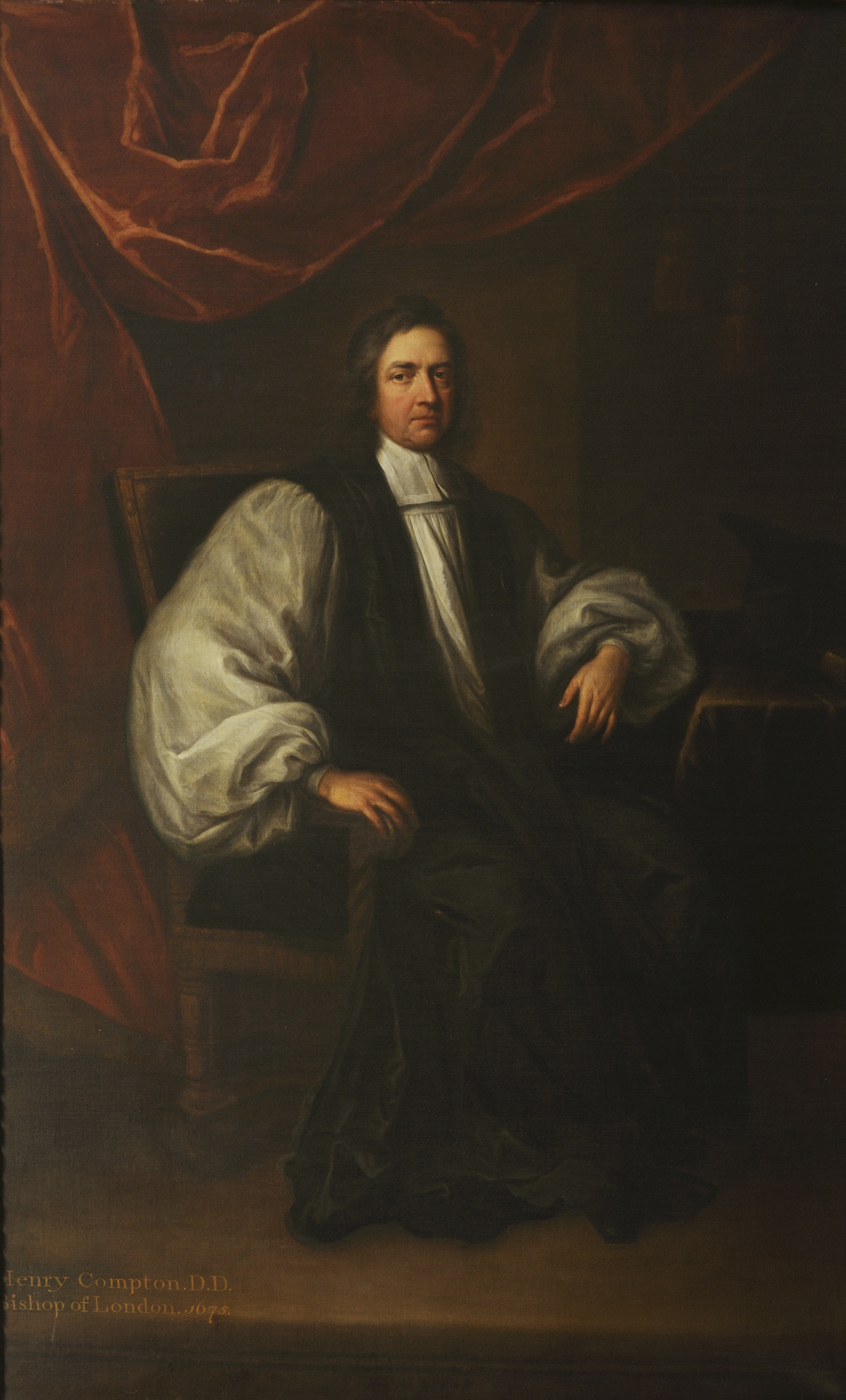
Henry Compton rond 1675.

Henry Compton (1632 - 7 juli 1713) was van 1675 tot 1713 Anglicaans bisschop van Londen. 

## Vroege leven
Compton werd geboren als de zesde en jongste zoon van Spencer Compton, de 2e  graaf van Northampton. Hij werd opgeleid aan Queen's College, een van de constituerende colleges van de universiteit van Oxford, maar verliet dit college in 1654 zonder diploma. Vervolgens reisde hij enige tijd door Europa. Na de restauratie van Karel II in 1660 werd hij kornet in de Royal Regiment of Horse, maar al snel ruilde hij het leger in voor de kerk. Na een nieuwe periode van studie aan Cambridge en opnieuw aan de universiteit van Oxford studeerde hij in 1669 af als D.D.. Hij bekleedde diverse posten, waaronder rector van Cottenham in Cambridgeshire en Witney in Oxfordshire. 

## Episcopale carrière
In 1674 werd hij tot bisschop van Oxford aangesteld. Al in het volgende jaar volgde zijn benoeming tot bisschop van Londen. Hij werd tevens tot decaan van de Koninklijke Kapel benoemd. Ook werd hij lid van Engelse Kroonraad en werd hij belast met de opvoeding van de twee prinsessen, Mary en Anne. Hij toonde een voor zijn tijd vrij ongewone mildheid ten opzichte van de Protestantse Engelse dissenters. Hij wilde deze dissenters herenigen met de gevestigde Anglicaanse kerk. Hij belegde verschillende conferenties over het onderwerp met de geestelijkheid van zijn bisdom; in de hoop de openhartige geesten te beïnvloeden verzocht hij een aantal onpartijdige buitenlanders om adviezen. Daarop verkreeg hij brieven die deze kwestie behandelden (sindsdien afgedrukt aan het einde van  Stillingfleets Unreasonableness of Separation) van Stephanus le Moyne, hoogleraar in de godgeleerdheid aan de Universiteit van Leiden en van de beroemde Franse protestantse geleerde, Jean Claude.
In tegenstelling tot zijn mildheid ten opzichte van protestantse dissidenten was Compton fel gekant tegen het rooms-katholicisme. Na de troonsbestrijding van Jacobus II in februari 1685 verloor hij al snel zijn zetel in de Engelse kroonraad en zijn positie als decaan van de Koninklijke kapel; voor zijn standvastigheid in het weigeren om John Sharp, rector van St Giles's-in-the-Fields, wiens anti-pauselijke preken de koning onaangenaam hadden getroffen, te schorsen, werd hij medio 1686 zelf geschorst door Jacobus' Hoge Commissie. Deze schorsing werd pas in september 1688 ongedaan gemaakt, twee dagen voordat de Hoge Commissie werd afgeschaft.
Tijdens de Glorious Revolution omarmde Compton de zaak van Willem en Maria. Hij was een van de Immortal Seven die Willem op zijn verzoek uitgenodigden om een invasie in Engeland uit te voeren; hij voerde de ceremonie van hun kroning uit; hij werd in zijn oude positie hersteld; naast andere benoemingen werd hij als een van de commissarissen gekozen die de liturgie moesten herzien. Tijdens het bewind van Anne bleef hij lid van de Engelse kroonraad (de Privy Council). Hij was een van de commissarissen die de voorwaarden van de vereniging van Engeland en Schotland moest opstellen; tot zijn  bittere teleurstelling werd hij tweemaal gepasseerd voor de positie van aartsbisschop van Canterbury. Hij stierf op 7 juli 1713 in Fulham. Hij zond zijn zoon, John Compton, naar Maryland, waar hij land had verkregen. Van op afstand hielp hij zijn zoon bij het opzetten van de Anglicaanse kerk in Maryland.

## Werken
Compton was een succesvol botanicus. Zo was hij de eerste Europeaan die magnolia's uit Amerika importeerde. Naast een aantal theologische werken publiceerde hij ook, A Translation from the Italian of the Life of Donna Olympia Maladichini, who governed the Church during the time of Pope Innocent X, which was from the year 1644 to 1655 (1667), en A Translation from the French of the Jesuits' Intrigues (1669).